# Mutua Madrid Open 2016
Mutua Madrid Open 2016 byl společný tenisový turnaj mužského okruhu ATP World Tour a ženského okruhu WTA Tour, hraný v parku Manzanares na otevřených antukových dvorcích. Konal se mezi 30. dubnem až 8. květnem 2016 ve španělské metropoli Madridu jako patnáctý ročník mužského a sedmý ročník ženského turnaje.
Mužská polovina se po grandslamu a Turnaji mistrů řadila do třetí nejvyšší kategorie okruhu ATP World Tour Masters 1000 a odměny hráčům činily 4 771 360 eur. Ženská část, se shodným rozpočtem, byla také součástí třetí nejvyšší úrovně okruhu WTA Premier Mandatory.
Nejvýše nasazenými hráči v soutěžích dvouher se stali srbská světová jednička Novak Djoković a polská světová dvojka Agnieszka Radwańská. Jako poslední přímí účastníci do dvouher nastoupili 51. ruský hráč pořadí Andrej Kuzněcov a 68. žena klasifikace Laura Robsonová ze Spojeného království.
Na Den práce, 1. května 2016, vytvořil madridský turnaj nový rekord zapsaný do Guinnessovy knihy rekordů, když si na dvorci Manola Santany 1 474 lidí — včetně diváků, organizárorů (vlastníka Iona Ţiriaca i ředitele Manuela Santany) a hráčů (Wawrinky, Berdycha, Nišikoriho s dalšími) — současně pinkalo raketami s míčky po dobu deseti sekund. Překonali tak zápis 767 osob z říjnového China Open 2015.
Druhý triumf Novaka Djokoviće v madridské dvouhře znamenal jeho 64. titul na okruhu ATP, čímž se posunul na šesté místo statistik, které sdílel s Björnem Borgem a Petem Samprasem. V sérii Masters si připsal rekordní 29 vavřín a zvítězil na posledních pěti ze šesti událostí této kategorie. První titul v roce vybojovala Rumunka Simona Halepová. Poražená finalistka dvouhry Dominika Cibulková se jako 39. žena žebříčku stala vůbec nejníže postavenou finalistkou turnaje Premier Mandatory od vzniku kategorie v roce 2009, první postavenou tenistkou mimo Top 30. Premiérovou trofej z kategorie ATP Masters vybojoval nizozemsko-rumunský pár Jean-Julien Rojer a Horia Tecău v mužské čtyřhře. Ženskou čtyřhru ovládla francouzská dvojice Caroline Garciaová a Kristina Mladenovicová.

## Rozdělení bodů a finančních odměn

### Rozdělení bodů
| Soutěž       | vítězové | finalisté | semifinalisté | čtvrtfinalisté | 16 v kole | 32 v kole | 64 v kole | Q  | Q2 | Q1 |
| ------------ | -------- | --------- | ------------- | -------------- | --------- | --------- | --------- | -- | -- | -- |
| dvouhra mužů | 1000     | 600       | 360           | 180            | 90        | 45        | 10        | 25 | 16 | 0  |
| čtyřhra mužů | 1000     | 600       | 360           | 180            | 90        | 0         | —         | —  | —  | —  |
| dvouhra žen  | 1000     | 650       | 390           | 215            | 120       | 65        | 10        | 30 | 20 | 2  |
| čtyřhra žen  | 1000     | 650       | 390           | 215            | 120       | 10        | —         | —  | —  | —  |

### Finanční odměny
| Soutěž                                | vítězové  | finalisté | semifinalisté | čtvrtfinalisté | 16 v kole | 32 v kole | 64 v kole | Q2      | Q1      |
| ------------------------------------- | --------- | --------- | ------------- | -------------- | --------- | --------- | --------- | ------- | ------- |
| dvouhra mužů                          | 912 900 € | 447 630 € | 225 300 €     | 114 560 €      | 59 490 €  | 31 365 €  | 16 935 €  | 3 900 € | 1 990 € |
| dvouhra žen                           | 912 900 € | 447 630 € | 225 300 €     | 114 560 €      | 59 490 €  | 28 220 €  | 13 250 €  | 3 644 € | 1 770 € |
| čtyřhra mužů                          | 282 720 € | 138 400 € | 69 430 €      | 35 630 €       | 18 420 €  | 9 720 €   | —         | —       | —       |
| čtyřhra žen                           | 282 720 € | 138 400 € | 69 433 €      | 35 630 €       | 18 025 €  | 9 280 €   | —         | —       | —       |
| částky ve čtyřhře jsou uvedeny na pár |           |           |               |                |           |           |           |         |         |

## Dvouhra mužů

### Nasazení
| Stát                          | Hráč                  | ATP | Nasazení |
| ----------------------------- | --------------------- | --- | -------- |
| Srbsko                        | Novak Djoković        | 1.  | 1.       |
| Spojené království            | Andy Murray           | 2.  | 2.       |
| Švýcarsko                     | Roger Federer         | 3.  | 3.       |
| Švýcarsko                     | Stan Wawrinka         | 4.  | 4.       |
| Španělsko                     | Rafael Nadal          | 5.  | 5.       |
| Japonsko                      | Kei Nišikori          | 6.  | 6.       |
| Francie                       | Jo-Wilfried Tsonga    | 7.  | 7.       |
| Česko                         | Tomáš Berdych         | 8.  | 8.       |
| Španělsko                     | David Ferrer          | 9.  | 9.       |
| Francie                       | Richard Gasquet       | 10. | 10.      |
| Kanada                        | Milos Raonic          | 11. | 11.      |
| Belgie                        | David Goffin          | 13. | 12.      |
| Francie                       | Gaël Monfils          | 14. | 13.      |
| Rakousko                      | Dominic Thiem         | 15. | 14.      |
| Španělsko                     | Roberto Bautista Agut | 17. | 15.      |
| Francie                       | Gilles Simon          | 18. | 16.      |
| Žebříček ATP k 26. dubnu 2016 |                       |     |          |

### Jiné formy účasti
Následující hráčí obdrželi divokou kartu do hlavní soutěže:
- Nicolás Almagro[2]
- Pablo Carreño Busta[2]
- Juan Mónaco[2]
- Fernando Verdasco[2]

Následující hráči postoupili z kvalifikace:
- Roberto Carballés Baena
- Santiago Giraldo
- Pierre-Hugues Herbert
- Denis Istomin
- Denis Kudla
- Lucas Pouille
- Radek Štěpánek

Následující hráčk postoupil z kvalifikace jako tzv. šťastný poražený:
- Marcel Granollers[2]

### Odhlášení
před zahájením turnaje
- Marin Čilić → nahradil jej Albert Ramos-Viñolas
- Roger Federer (poranění zad)[2] → nahradil jej Marcel Granollers
- Tommy Haas → nahradil jej Vasek Pospisil
- John Isner → nahradil jej Teimuraz Gabašvili
- Martin Kližan → nahradil jej Borna Ćorić
- Andreas Seppi → nahradil jej Andrej Kuzněcov

## Mužská čtyřhra

### Nasazení
| Stát                                                                                   | Hráč                  | Stát     | Hráč           | ATP | Nasazení |
| -------------------------------------------------------------------------------------- | --------------------- | -------- | -------------- | --- | -------- |
| Francie                                                                                | Pierre-Hugues Herbert | Francie  | Nicolas Mahut  | 7.  | 1.       |
| Spojené království                                                                     | Jamie Murray          | Brazílie | Bruno Soares   | 10. | 2.       |
| Nizozemsko                                                                             | Jean-Julien Rojer     | Rumunsko | Horia Tecău    | 11. | 3.       |
| Chorvatsko                                                                             | Ivan Dodig            | Brazílie | Marcelo Melo   | 12. | 4.       |
| USA                                                                                    | Bob Bryan             | USA      | Mike Bryan     | 15. | 5.       |
| Indie                                                                                  | Rohan Bopanna         | Rumunsko | Florin Mergea  | 24. | 6.       |
| Rakousko                                                                               | Alexander Peya        | Srbsko   | Nenad Zimonjić | 38. | 7.       |
| Kanada                                                                                 | Vasek Pospisil        | USA      | Jack Sock      | 42. | 8.       |
| Žebříček ATP k 25. dubnu 2016; číslo je součtem žebříčkového postavení obou členů páru |                       |          |                |     |          |

### Jiné formy účasti
Následující páry obdržely divokou kartu do hlavní soutěže:
- Maheš Bhúpatí /  Fabrice Martin
- Pablo Carreño Busta /  Fernando Verdasco

## Ženská dvouhra

### Nasazení
| Stát                          | Hráčka                    | WTA | Nasazení |
| ----------------------------- | ------------------------- | --- | -------- |
| Polsko                        | Agnieszka Radwańská       | 2.  | 1.       |
| Německo                       | Angelique Kerberová       | 3.  | 2.       |
| Španělsko                     | Garbiñe Muguruzaová       | 4.  | 3.       |
| Bělorusko                     | Viktoria Azarenková       | 5.  | 4.       |
| Česko                         | Petra Kvitová             | 6.  | 5.       |
| Rumunsko                      | Simona Halepová           | 7.  | 6.       |
| Itálie                        | Roberta Vinciová          | 8.  | 7.       |
| Španělsko                     | Carla Suárezová Navarrová | 11. | 8.       |
| Rusko                         | Světlana Kuzněcovová      | 13. | 9.       |
| Švýcarsko                     | Timea Bacsinszká          | 15. | 10.      |
| Česko                         | Lucie Šafářová            | 16. | 11.      |
| Ukrajina                      | Elina Svitolinová         | 17. | 12.      |
| Česko                         | Karolína Plíšková         | 18. | 13.      |
| Srbsko                        | Ana Ivanovićová           | 19. | 14.      |
| Itálie                        | Sara Erraniová            | 20. | 15.      |
| USA                           | Sloane Stephensová        | 21. | 16.      |
| Žebříček WTA k 25. dubnu 2016 |                           |     |          |

### Jiné formy účasti
Následující hráčky obdržely divokou kartu do hlavní soutěže:
- Lara Arruabarrenová
- Paula Badosová Gibertová
- Sorana Cîrsteaová
- Lourdes Domínguezová Linová
- Sara Sorribesová Tormová

Následující hráčky postoupily z kvalifikace:
- Louisa Chiricová
- Mirjana Lučićová Baroniová
- Mónica Puigová
- Alison Riskeová
- Laura Siegemundová
- Kateřina Siniaková
- Patricia Maria Țigová
- Jelena Vesninová

Následující hráčka postoupila z kvalifikace jako tzv. šťastná poražená:
- Heather Watsonová

#### Odhlášení
před zahájením turnaje
- Belinda Bencicová (poranění kostrče) → nahradila ji Julia Putincevová
- Flavia Pennettaová (ukončení kariéry) → nahradila ji Danka Kovinićová
- Julia Putincevová (nemoc horních cest dýchacích)[1] → nahradila ji Heather Watsonová
- Maria Šarapovová (provizorní suspenzace) → nahradila ji Anna-Lena Friedsamová
- Serena Williamsová (chřipka) → nahradila ji Laura Robsonová
- Venus Williamsová (poranění hamstringů) → nahradila ji Christina McHaleová
- Caroline Wozniacká (poranění pravého hlezna) → nahradila ji Dominika Cibulková

v průběhu turnaje
- Viktoria Azarenková (poranění zad)
- Camila Giorgiová (poranění zad)
- Lucie Šafářová (gastrointestinální potíže)

### Skrečování
- Paula Badosová Gibertová (křeče)[1]
- Johanna Kontaová (nemoc horních cest dýchacích)[1]

## Ženská čtyřhra

### Nasazení
| Stát                                                                                    | Hráčka                   | Stát             | Hráčka                 | WTA | Nasazení |
| --------------------------------------------------------------------------------------- | ------------------------ | ---------------- | ---------------------- | --- | -------- |
| Švýcarsko                                                                               | Martina Hingisová        | Indie            | Sania Mirzaová         | 2.  | 1.       |
| USA                                                                                     | Bethanie Mattek-Sandsová | Česko            | Lucie Šafářová         | 8.  | 2.       |
| Maďarsko                                                                                | Tímea Babosová           | Kazachstán       | Jaroslava Švedovová    | 15. | 3.       |
| Čínská Tchaj-pej                                                                        | Čan Chao-čching          | Čínská Tchaj-pej | Čan Jung-žan           | 15. | 4.       |
| Francie                                                                                 | Caroline Garciaová       | Francie          | Kristina Mladenovicová | 22. | 5.       |
| Česko                                                                                   | Andrea Hlaváčková        | Česko            | Lucie Hradecká         | 22. | 6.       |
| Španělsko                                                                               | Garbiñe Muguruzaová      | Španělsko        | Carla Suárez Navarrová | 33. | 7.       |
| Rusko                                                                                   | Jekatěrina Makarovová    | Rusko            | Jelena Vesninová       | 39. | 8.       |
| Žebříček WTA k 25. dubnu 2016; číslo je součtem žebříčkového postavení obou členek páru |                          |                  |                        |     |          |

### Jiné formy účasti
Následující páry obdržely divokou kartu do hlavní soutěže:
- Paula Badosová Gibertová /  María José Martínezová Sánchezová[10]
- Světlana Kuzněcovová /  Anastasija Pavljučenkovová[10]
- Květa Peschkeová /  Barbora Strýcová[10]
- Sílvia Solerová Espinosová /  Sara Sorribesová Tormová[10]

### Skrečování
- Laura Siegemundová (závrať)

## Přehled finále

### Mužská dvouhra
- Novak Djoković vs.  Andy Murray, 6–2, 3–6, 6–3

### Ženská dvouhra
- Simona Halepová vs.  Dominika Cibulková, 6–2, 6–4

### Mužská čtyřhra
- Jean-Julien Rojer /  Horia Tecău vs.  Rohan Bopanna /  Florin Mergea, 6–4, 7–6(7–5)

### Ženská čtyřhra
- Caroline Garciaová /  Kristina Mladenovicová vs.  Martina Hingisová /  Sania Mirzaová, 6–4, 6–4